# Lancy Football Club 2021-2022
Questa voce raccoglie le informazioni riguardanti il Lancy Football Club nelle competizioni ufficiali della stagione 2021-2022.

## Stagione
Nella stagione 2021-2022 il Lancy, allenato da Djamel Boudjellaba, concluse il campionato di Prima Lega al 14º posto.

## Rosa
| N. |                       | Ruolo | Calciatore           |
| -- | --------------------- | ----- | -------------------- |
| 1  | Svizzera (bandiera)   | P     | Adrian Chaka         |
| 1  | Svizzera (bandiera)   | P     | Cyril Dumont         |
| 4  | Svizzera (bandiera)   | D     | Qendrim Salihi       |
| 5  | Svizzera (bandiera)   | C     | Johnny Dias          |
| 6  | Tunisia (bandiera)    | D     | Ferid Matri          |
| 9  | Svizzera (bandiera)   | A     | Karim Chentouf       |
| 10 | Svizzera (bandiera)   | C     | Martin Liechti       |
| 10 | Svizzera (bandiera)   | C     | Valmir Rahimi        |
| 11 | Svizzera (bandiera)   | A     | Cerruti Vuzi         |
| 12 | Senegal (bandiera)    | C     | Mouhamadoul Fall     |
| 13 | Portogallo (bandiera) | C     | Anthony Marques Rosa |
| 15 | Svizzera (bandiera)   | C     | Sébastien Lachenal   |
| 16 | Italia (bandiera)     | D     | Matteo Scotta        |
| 17 | Francia (bandiera)    | D     | Raffi Kaya           |
| 18 | Francia (bandiera)    | D     | Quentin Guyon        |
| 19 | Svizzera (bandiera)   | C     | Muhamed Haliti       |

| N. |                     | Ruolo | Calciatore        |
| -- | ------------------- | ----- | ----------------- |
| 20 | Svizzera (bandiera) | A     | Dan Ben El Marie  |
| 21 | Angola (bandiera)   | C     | Henrique Soares   |
| 22 | Italia (bandiera)   | D     | Yann Pedretti     |
| 23 | Francia (bandiera)  | D     | Annouar Aïachi    |
| 25 | Svizzera (bandiera) | D     | Thomas Mizzi      |
| 27 | Svizzera (bandiera) | A     | Leo Gomez         |
| 29 | Svizzera (bandiera) | D     | Azad Odabasi      |
| 30 | Svizzera (bandiera) | P     | Yoann Lachenal    |
|    | Svizzera (bandiera) | P     | Mickael Bresson   |
|    | Svizzera (bandiera) | P     | Léo Lécureux      |
|    | Senegal (bandiera)  | D     | Ibrahima Ndiaye   |
|    | Svizzera (bandiera) | D     | Timo Ribeiro      |
|    | Francia (bandiera)  | C     | Romuald Lacazette |
|    | Svizzera (bandiera) | C     | Joël Leyvraz      |
|    | Angola (bandiera)   | A     | Daniel da Silva   |

## Organigramma societario
Area tecnica
- Allenatore: Djamel Boudjellaba, Samir Boughanem
- Allenatore in seconda:
- Preparatore dei portieri:
- Preparatori atletici:

## Calciomercato

### Sessione estiva
| Acquisti | Acquisti        | Acquisti       | Acquisti |
| R.       | Nome            | da             | Modalità |
| -------- | --------------- | -------------- | -------- |
| C        | Martin Liechti  | Rodos          |          |
| C        | Henrique Soares | Italien        |          |
| D        | Qendrim Salihi  | Meyrin         |          |
| D        | Quentin Guyon   | Stade Nyonnais |          |
| C        | Joël Leyvraz    | FC Lancy II    |          |

| Cessioni | Cessioni         | Cessioni       | Cessioni |
| R.       | Nome             | a              | Modalità |
| -------- | ---------------- | -------------- | -------- |
| A        | Robbie Kituka    | Grand-Saconnex |          |
| D        | Maurizio Palermo | Chênois        |          |
| A        | Cristian Papa    | Grand-Saconnex |          |

### Sessione invernale
| Acquisti | Acquisti          | Acquisti          | Acquisti |
| R.       | Nome              | da                | Modalità |
| -------- | ----------------- | ----------------- | -------- |
| C        | Romuald Lacazette | TSV Wasserburg    |          |
| P        | Léo Lécureux      | Olympique Ginevra |          |
| D        | Timo Ribeiro      | Chênois           |          |

| Cessioni | Cessioni        | Cessioni     | Cessioni |
| R.       | Nome            | a            | Modalità |
| -------- | --------------- | ------------ | -------- |
| D        | Seth Howard     | Meyrin       |          |
| A        | Drilon Paçarizi | Terre Sainte |          |

## Risultati

### Prima Lega

#### andata
| Lancy 21 agosto 2021, ore 19:00 CEST 1ª giornata                          | Lancy     | 0 – 3 referto                           | Echallens | Stade de Marignac (150 spett.) |
| \| \| \| \| \| \| Marcatori \| 59’ Desportes 64’ Gonçalves 70’ Ianigro \| |           |                                         |           |                                |
|                                                                           |           |                                         |           |                                |
|                                                                           | Marcatori | 59’ Desportes 64’ Gonçalves 70’ Ianigro |           |                                |

| Coppet 28 agosto 2021, ore 17:00 CEST 2ª giornata                                       | Terre Sainte | 1 – 4 referto                      | Lancy | Centre Sportif des Rojalets (150 spett.) |
| \| \| \| \| \| Hysenaj 65’ (rig.) \| Marcatori \| 18’, 27’ Liechti 71’, 90’ Chentouf \| |              |                                    |       |                                          |
|                                                                                         |              |                                    |       |                                          |
| Hysenaj 65’ (rig.)                                                                      | Marcatori    | 18’, 27’ Liechti 71’, 90’ Chentouf |       |                                          |

| Lancy 4 settembre 2021, ore 19:00 CEST 3ª giornata         | Lancy     | 2 – 0 referto | Vevey United | Stade de Marignac (300 spett.) |
| \| \| \| \| \| Liechti 58’ Chentouf 85’ \| Marcatori \| \| |           |               |              |                                |
|                                                            |           |               |              |                                |
| Liechti 58’ Chentouf 85’                                   | Marcatori |               |              |                                |

| Monthey 11 settembre 2021, ore 17:00 CEST 4ª giornata      | Monthey   | 1 – 1 referto | Lancy | Stade Philippe-Pottier (360 spett.) |
| \| \| \| \| \| Derivaz 47’ \| Marcatori \| 51’ Chentouf \| |           |               |       |                                     |
|                                                            |           |               |       |                                     |
| Derivaz 47’                                                | Marcatori | 51’ Chentouf  |       |                                     |

| Lancy 18 settembre 2021, ore 19:00 CEST 5ª giornata                  | Lancy     | 2 – 1 referto | Team Vaud | Stade de Marignac (270 spett.) |
| \| \| \| \| \| Chentouf 29’ Lachenal 61’ \| Marcatori \| 33’ Yana \| |           |               |           |                                |
|                                                                      |           |               |           |                                |
| Chentouf 29’ Lachenal 61’                                            | Marcatori | 33’ Yana      |           |                                |

| Lancy 25 settembre 2021, ore 19:00 CEST 6ª giornata                | Lancy     | 1 – 2 referto        | Thun II | Stade de Marignac (250 spett.) |
| \| \| \| \| \| Lachenal 7’ \| Marcatori \| 66’ Lekaj 82’ Berger \| |           |                      |         |                                |
|                                                                    |           |                      |         |                                |
| Lachenal 7’                                                        | Marcatori | 66’ Lekaj 82’ Berger |         |                                |

| Lancy 2 ottobre 2021, ore 19:00 CEST 7ª giornata                                             | Lancy     | 3 – 2 referto               | La Sarraz-Eclépens | Stade de Marignac (210 spett.) |
| \| \| \| \| \| Fall 37’ Kaya 58’ Chentouf 76’ \| Marcatori \| 53’ (rig.) Grand 59’ Nsimba \| |           |                             |                    |                                |
|                                                                                              |           |                             |                    |                                |
| Fall 37’ Kaya 58’ Chentouf 76’                                                               | Marcatori | 53’ (rig.) Grand 59’ Nsimba |                    |                                |

| Trois-Chenes 15 ottobre 2021, ore 20:15 CEST 8ª giornata                                        | Chênois   | 3 – 3 referto                      | Lancy | Stade des Trois-Chêne (192 spett.) |
| \| \| \| \| \| Mboso 45’, 71’ Richard 90’ \| Marcatori \| 29’ Chentouf 37’ Guyon 41’ Liechti \| |           |                                    |       |                                    |
|                                                                                                 |           |                                    |       |                                    |
| Mboso 45’, 71’ Richard 90’                                                                      | Marcatori | 29’ Chentouf 37’ Guyon 41’ Liechti |       |                                    |

| Lancy 23 ottobre 2021, ore 17:00 CEST 9ª giornata                             | Lancy     | 2 – 2 referto        | Bulle | Stade de Marignac (320 spett.) |
| \| \| \| \| \| Chentouf 5’ Rahimi 76’ \| Marcatori \| 39’ Edoh 66’ Efendić \| |           |                      |       |                                |
|                                                                               |           |                      |       |                                |
| Chentouf 5’ Rahimi 76’                                                        | Marcatori | 39’ Edoh 66’ Efendić |       |                                |

| Martigny 30 ottobre 2021, ore 17:30 CEST 10ª giornata                         | Martigny  | 1 – 2 referto                   | Lancy | Stade d'Octodure (225 spett.) |
| \| \| \| \| \| Coumaré 19’ \| Marcatori \| 45’ Chentouf 53’ (aut.) Sissoko \| |           |                                 |       |                               |
|                                                                               |           |                                 |       |                               |
| Coumaré 19’                                                                   | Marcatori | 45’ Chentouf 53’ (aut.) Sissoko |       |                               |

| Lancy 6 novembre 2021, ore 17:00 CET 11ª giornata | Lancy     | 0 – 1 referto | La Chaux-de-Fonds | Stade de Marignac (210 spett.) |
| \| \| \| \| \| \| Marcatori \| 39’ Ramdani \|     |           |               |                   |                                |
|                                                   |           |               |                   |                                |
|                                                   | Marcatori | 39’ Ramdani   |                   |                                |

| Naters 14 novembre 2021, ore 14:30 CET 12ª giornata                              | Naters    | 1 – 2 referto                        | Lancy | Sportanlage Stapfen (200 spett.) |
| \| \| \| \| \| Fryand 2’ \| Marcatori \| 34’ (aut.) Locher 41’ (rig.) Liechti \| |           |                                      |       |                                  |
|                                                                                  |           |                                      |       |                                  |
| Fryand 2’                                                                        | Marcatori | 34’ (aut.) Locher 41’ (rig.) Liechti |       |                                  |

| Lancy 20 novembre 2021, ore 17:00 CET 13ª giornata                 | Lancy     | 1 – 2 referto        | Meyrin | Stade de Marignac (425 spett.) |
| \| \| \| \| \| Liechti 22’ \| Marcatori \| 15’ Bavueza 76’ Sarr \| |           |                      |        |                                |
|                                                                    |           |                      |        |                                |
| Liechti 22’                                                        | Marcatori | 15’ Bavueza 76’ Sarr |        |                                |

| Echallens 23 marzo 2022, ore 20:15 CET 14ª giornata                              | Echallens | 2 – 2 referto            | Lancy | Stade des Trois Sapins (140 spett.) |
| \| \| \| \| \| Demiri 6’ Ianigro 80’ \| Marcatori \| 20’ Chentouf 90’ Liechti \| |           |                          |       |                                     |
|                                                                                  |           |                          |       |                                     |
| Demiri 6’ Ianigro 80’                                                            | Marcatori | 20’ Chentouf 90’ Liechti |       |                                     |

| Lancy 5 marzo 2022, ore 17:00 CET 15ª giornata                                          | Lancy     | 1 – 3 referto                              | Terre Sainte | Stade de Marignac (150 spett.) |
| \| \| \| \| \| Rahimi 51’ \| Marcatori \| 24’ (aut.) Ribeiro 65’ Bryand 73’ Paçarizi \| |           |                                            |              |                                |
|                                                                                         |           |                                            |              |                                |
| Rahimi 51’                                                                              | Marcatori | 24’ (aut.) Ribeiro 65’ Bryand 73’ Paçarizi |              |                                |

#### ritorno
| Vevey 12 marzo 2022, ore 17:30 CET 16ª giornata                    | Vevey United | 2 – 1 referto | Lancy | Stade de Copet (480 spett.) |
| \| \| \| \| \| Tsimba 5’ Hajij 35’ \| Marcatori \| 79’ Chentouf \| |              |               |       |                             |
|                                                                    |              |               |       |                             |
| Tsimba 5’ Hajij 35’                                                | Marcatori    | 79’ Chentouf  |       |                             |

| Lancy 19 marzo 2022, ore 17:00 CET 17ª giornata                                    | Lancy     | 2 – 3 referto              | Monthey | Stade de Marignac (230 spett.) |
| \| \| \| \| \| Ribeiro 29’ Marie 90’ \| Marcatori \| 13’, 36’ Oliveira 67’ Roux \| |           |                            |         |                                |
|                                                                                    |           |                            |         |                                |
| Ribeiro 29’ Marie 90’                                                              | Marcatori | 13’, 36’ Oliveira 67’ Roux |         |                                |

| Losanna 26 marzo 2022, ore 16:00 CET 18ª giornata                                                  | Team Vaud | 3 – 2 referto                  | Lancy | Stade Olympique de la Pontaise (120 spett.) |
| \| \| \| \| \| Ukmata 41’ Zoukit 42’ Berisha 90’ \| Marcatori \| 35’ Aïachi 38’ (rig.) Chentouf \| |           |                                |       |                                             |
| |           |                                |       |                                             |
| Ukmata 41’ Zoukit 42’ Berisha 90’                                                                  | Marcatori | 35’ Aïachi 38’ (rig.) Chentouf |       |                                             |

| Thun 3 aprile 2022, ore 14:00 CEST 19ª giornata           | Thun II   | 2 – 0 referto | Lancy | Stockhorn Arena (140 spett.) |
| \| \| \| \| \| Matoshi 18’ Batbout 61’ \| Marcatori \| \| |           |               |       |                              |
|                                                           |           |               |       |                              |
| Matoshi 18’ Batbout 61’                                   | Marcatori |               |       |                              |

| Morges 10 aprile 2022, ore 15:00 CEST 20ª giornata                                                                | La Sarraz-Eclépens | 3 – 0 a tavolino referto                         | Lancy | Terrain de La Sarraz - En Gravey (200 spett.) |
| \| \| \| \| \| Grand 41’ (rig.) Paltenghi 44’ \| Marcatori \| 19’ Rahimi 52’, 77’ Chentouf 90’ Marie 90’ Silva \| |                    |                                                  |       |                                               |
| |                    |                                                  |       |                                               |
| Grand 41’ (rig.) Paltenghi 44’                                                                                    | Marcatori          | 19’ Rahimi 52’, 77’ Chentouf 90’ Marie 90’ Silva |       |                                               |

| Lancy 23 aprile 2022, ore 17:00 CEST 21ª giornata          | Lancy     | 1 – 1 referto | Chênois | Stade de Marignac (300 spett.) |
| \| \| \| \| \| Lachenal 77’ \| Marcatori \| 45’ Bilalli \| |           |               |         |                                |
|                                                            |           |               |         |                                |
| Lachenal 77’                                               | Marcatori | 45’ Bilalli   |         |                                |

| Bulle 30 aprile 2022, ore 17:00 CEST 22ª giornata           | Bulle     | 1 – 1 referto | Lancy | Stade de Bouleyres (287 spett.) |
| \| \| \| \| \| Deschenaux 26’ \| Marcatori \| 69’ Aïachi \| |           |               |       |                                 |
|                                                             |           |               |       |                                 |
| Deschenaux 26’                                              | Marcatori | 69’ Aïachi    |       |                                 |

| Lancy 7 maggio 2022, ore 17:00 CEST 23ª giornata                    | Lancy     | 1 – 2 referto           | Martigny | Stade de Marignac (190 spett.) |
| \| \| \| \| \| Silva 56’ \| Marcatori \| 28’ Cordova 51’ Coumaré \| |           |                         |          |                                |
|                                                                     |           |                         |          |                                |
| Silva 56’                                                           | Marcatori | 28’ Cordova 51’ Coumaré |          |                                |

| La Chaux-de-Fonds 14 maggio 2022, ore 16:00 CEST 24ª giornata                           | La Chaux-de-Fonds | 3 – 2 referto         | Lancy | Stadio di la Charrière (260 spett.) |
| \| \| \| \| \| Kasaï 37’ Cattin 43’ Cattin 51’ \| Marcatori \| 60’ Kaya 72’ Chentouf \| |                   |                       |       |                                     |
|                                                                                         |                   |                       |       |                                     |
| Kasaï 37’ Cattin 43’ Cattin 51’                                                         | Marcatori         | 60’ Kaya 72’ Chentouf |       |                                     |

| Lancy 21 maggio 2022, ore 16:00 CEST 25ª giornata                                                                    | Lancy     | 3 – 5 referto                                     | Naters | Stade de Marignac (200 spett.) |
| \| \| \| \| \| Chentouf 45’ Rahimi 75’ Fall 79’ \| Marcatori \| 3’, 24’ Taugwalder 14’ Spahiu 87’ Vašić 88’ Tugal \| |           |                                                   |        |                                |
| |           |                                                   |        |                                |
| Chentouf 45’ Rahimi 75’ Fall 79’                                                                                     | Marcatori | 3’, 24’ Taugwalder 14’ Spahiu 87’ Vašić 88’ Tugal |        |                                |

| Meyrin 28 maggio 2022, ore 16:00 CEST 26ª giornata        | Meyrin    | 1 – 1 referto | Lancy | Stade des Arbères (486 spett.) |
| \| \| \| \| \| Nsiala 68’ \| Marcatori \| 59’ Chentouf \| |           |               |       |                                |
|                                                           |           |               |       |                                |
| Nsiala 68’                                                | Marcatori | 59’ Chentouf  |       |                                |

## Statistiche

### Statistiche di squadra
| Competizione | Punti | In casa | In casa | In casa | In casa | In casa | In casa | In trasferta | In trasferta | In trasferta | In trasferta | In trasferta | In trasferta | Totale | Totale | Totale | Totale | Totale | Totale | DR  |
| Competizione | Punti | G       | V       | N       | P       | Gf      | Gs      | G            | V            | N            | P            | Gf           | Gs           | G      | V      | N      | P      | Gf     | Gs     | DR  |
| ------------ | ----- | ------- | ------- | ------- | ------- | ------- | ------- | ------------ | ------------ | ------------ | ------------ | ------------ | ------------ | ------ | ------ | ------ | ------ | ------ | ------ | --- |
| Prima Lega   | 25    | 13      | 3       | 2       | 8       | 19      | 27      | 13           | 3            | 5            | 5            | 21           | 24           | 26     | 6      | 7      | 13     | 40     | 51     | -11 |
| Totale       | 25    | 13      | 3       | 2       | 8       | 19      | 27      | 13           | 3            | 5            | 5            | 21           | 24           | 26     | 6      | 7      | 13     | 40     | 51     | -11 |

### Andamento in campionato
| Giornata  | 1  | 2 | 3 | 4 | 5 | 6 | 7 | 8 | 9 | 10 | 11 | 12 | 13 | 14 | 15 | 16 | 17 | 18 | 19 | 20 | 21 | 22 | 23 | 24 | 25 | 26 |
| --------- | -- | - | - | - | - | - | - | - | - | -- | -- | -- | -- | -- | -- | -- | -- | -- | -- | -- | -- | -- | -- | -- | -- | -- |
| Luogo     | C  | T | C | T | C | C | C | T | C | T  | C  | T  | C  | T  | C  | T  | C  | T  | T  | T  | C  | T  | C  | T  | C  | T  |
| Risultato | P  | V | V | N | V | P | V | N | N | V  | P  | V  | P  | N  | P  | P  | P  | P  | P  | P  | N  | N  | P  | P  | P  | N  |
| Posizione | 13 | 6 | 6 | 5 | 5 | 6 | 6 | 5 | 8 | 7  | 7  | 7  | 7  | 6  | 6  | 8  | 9  | 9  | 9  | 11 | 10 | 10 | 11 | 13 | 14 | 14 |

Legenda:

Luogo: C = Casa; T = Trasferta. Risultato: V = Vittoria; N = Pareggio; P = Sconfitta.